# Trachylepis boehmei
Trachylepis binotata (трав'яний сцинк Бьома) — вид сцинкоподібних ящірок родини сцинкових (Scincidae). Описаний у 2020 році.

## Назва
Вид названий на честь Вольфганга Бьома, німецького герпетолога з Музею зоологічних досліджень Олександра Кеніга в Бонні, як вшанування його всебічних досліджень африканської герпетофауни, численних внесків у її знання.

## Поширення
Ендемік Ефіопії. Виявлений неподалік міста Анкобер у регіоні Амхара.

## Опис
Дрібна ящірка, тіло завдовжки до 55,3 мм, хвіст до 69,6 мм (приблизно в 1,3 рази довший тіла). Горло смугасте, з 11–12 смуг. Бічна біла смужка проходить від ока до хвоста. Верхня частина тіла блідо-коричневого забарвлення з 6–8 темно-коричневими смужками від шиї до кінця хвоста. Черево кремово-білого забарвлення. Голова з дрібними коричневими плямами дорсально.